# 모래시계

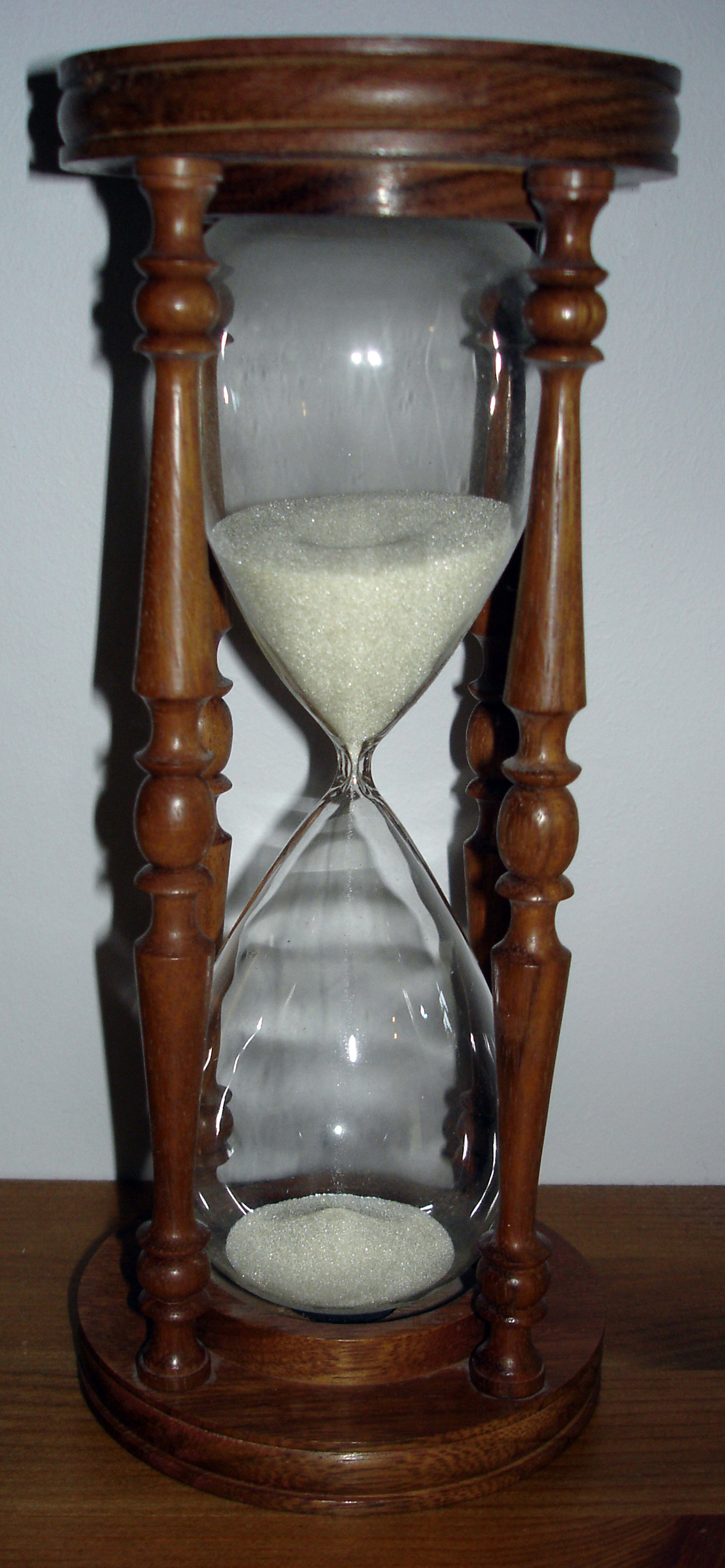
모래시계

모래시계 또는 사루(沙漏), 사루계(沙漏計)는 시계 중 하나로, 유리 등에 들어있는 모래를 이용해서 시간을 재는 도구이다. 8세기 프랑스의 성직자 라우트프랑이 발명하였다.

## 역사

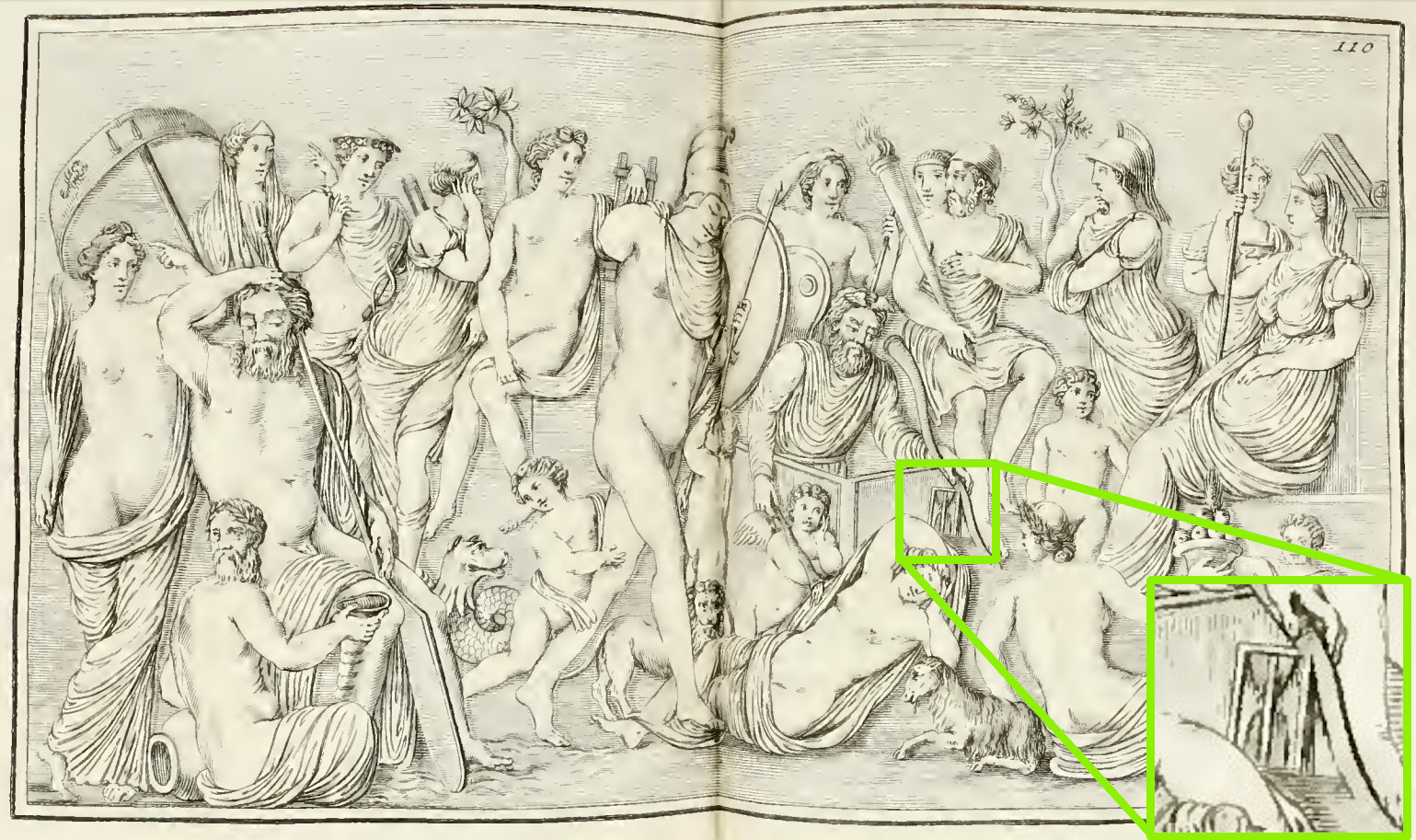
기원후 350년 경의 사르코파구스. 펠레우스와 테티스의 혼인을 나타낸다. (모피우스가 손에 모래시계를 들고있는 모습을 확대하였다)

모래시계의 기원은 분명하지 않다. 전작인 물시계는 고대 이집트와 바빌로니아 왕국에서 발명되었다. American Institute of New York에 따르면, 모래시계는 기원전 약 150년 알렉산드리아에서 발명되었다.
Journal of the British Archaeological Association에 따르면 소위 모래시계는 St. Jerome (기원후 335년) 이전에 사용되었으며 최초의 모래시계의 표현은 기원후 350년 경 펠레우스와 테티스의 혼인을 나타낸 사르코파구스로 거슬러올라간다. 이는 18세기 로마에서 발견되었고 요한 요아힘 빙켈만이 연구하였는데, 그는 그의 손에 모피우스가 들고있는 모래시계를 언급하였다.

## 원리
모래시계는 위쪽과 아래쪽의 두 칸으로 나뉘어 있으며, 두 칸 사이는 좁은 통로(구멍)로 연결되어 있다. 모든 모래가 아래쪽에 놓여 있는 상태에서 모래시계를 뒤집으면, 중력에 의하여 모래가 통로를 향해 아래쪽으로 내려간다. 각 모래시계마다 모든 모래가 내려가는데 필요한 시간은 다르다. 그 시간은 30초, 1분, 2분, 3분, 5분, 10분, 30분, 1시간, 1일 등으로 매우 다양하다. 모래시계의 모든 모래가 내려가는데 필요한 시간은 모래시계 내부에 있는 모래알갱이의 크기와 두 칸 사이의 구멍의 크기에 따라 다르다. 모든 모래가 떨어지면 그만큼의 시간이 흘렀다는 것을 알 수 있다. 모래시계가 정교하게 만들어진 경우 초 단위까지 정밀하게 측정이 가능하다. 비슷한 원리의 시계로는 물시계 등이 있다.

## 상징적 쓰임

해적 크리스토퍼 무디의 "블러디 레드" jack, c. 1714

대부분의 다른 시간 측정법과 달리, 모래시계는 구체적으로 과거와 미래 사이로 현재를 나타내고, 이는 그것을 시간 자체의 지속적인 상징으로 만들었다.
모래시계는, 때로는 은유적 날개의 추가와 함께, 종종 인간의 존재가 순식간이며, "시간의 모래"는 모든 인간의 삶을 위해 떨어지는 것의 상징으로 묘사됐다. 따라서 그것은 해적의 피해자의 마음에 두려움을 공격하는 해적기에 사용되었다. 영국에서, 모래시계는 때때로 관에 넣고, 그들은 수 세기 동안 묘비를 축복했다. 모래시계는 시간의 상징으로 연금술에 사용되었다.
런던 그리니치의 전 도시 자치구는 GMT의 원점으로 그리니치의 역할을 상징하는 문장에 모래시계를 사용했다. 지구의 후계, 그리니치구는 문장에 두 개의 모래시계를 사용한다.

### 현대 상징적 쓰임
시간의 상징으로서의 모래시계의 인식은 시간 기록기로서의 노후화에 인한 것이다. 예를 들어, 미국 텔레비전 연속극 우리 생애 나날들은 1965년 첫 방송 이후, 맥도널드 캐리가 말하는, "모래시계 속 모래처럼, 우리 생애 나날들처럼," 나레이션과 함께 그 오프닝 크레딧에 모래시계를 표시했다.
다양한 컴퓨터 그래픽 사용자 인터페이스는 프로그램 작업 중 기간에 모래시계 포인터로 변경되며, 사용자의 입력을 받아 들일 수 없다. 그 기간 동안 다른 프로그램, 예를 들어 다른 창에서는, 일반적으로 작동할 수 있다. 이러한 모래가 사라지지 않을 때, 프로그램은 무한 루프에 있는 것이고 종료해야 하거나, 어떤 외부 사건 (사용자 CD 삽입 등)을 기다리고 있는 것이다. 유니코드 U+231B (⌛)에 모래시계 기호가 있다.

## 모래시계 동기

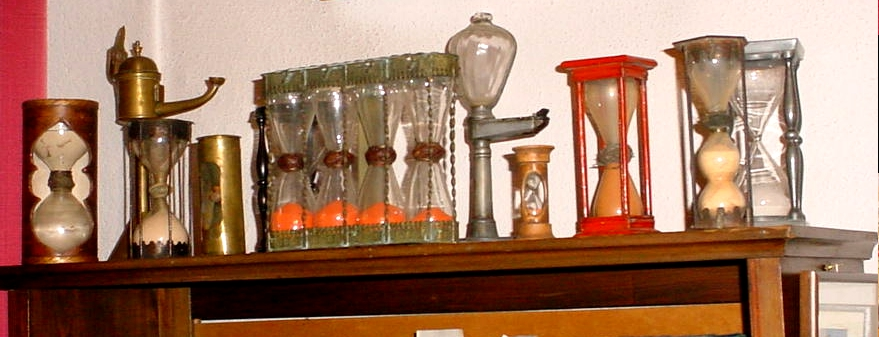
골동품 모래시계

대칭 때문에, 모래 시계를 닮은 그래픽 표시는 개체가 발생하지 않은 문화의 예술에서 볼 수 있다. 정점에 합류한 삼각형의 수직 쌍은 아메리카 원주민 기술 분야에서 일반적이다; 북미에서, 그것은 천둥새나 (더 연장된 형태로) 적 두피의 본문을 나타낼 수 있으며, 남미에서는, 춘추족 정글 거주자를 나타내는 것으로 생각된다. 줄루족에서 그것은 결혼한 남자를 뜻하며, 반대로 한 쌍의 삼각형이 아래에 결합된 것은 결혼한 여자를 뜻한다. 신석기 예로는 스페인 동굴 벽화들 사이에서 볼 수 있다. 전문가들은 심지어 북솔로몬에서 반복되는 원과 십자 패턴으로 더 복잡한 대칭을 가진 모양에 이름 "모래시계 동기"를 제공했다. 텔레비전 시리즈 타임 터널과 알 수 없는 도전자에서, 프로젝트 틱 톡의 회원들은 시간 여행이나 시간 촉박을 나타내는 상징으로 모래 시계를 사용한다.

미술 속 모래시계
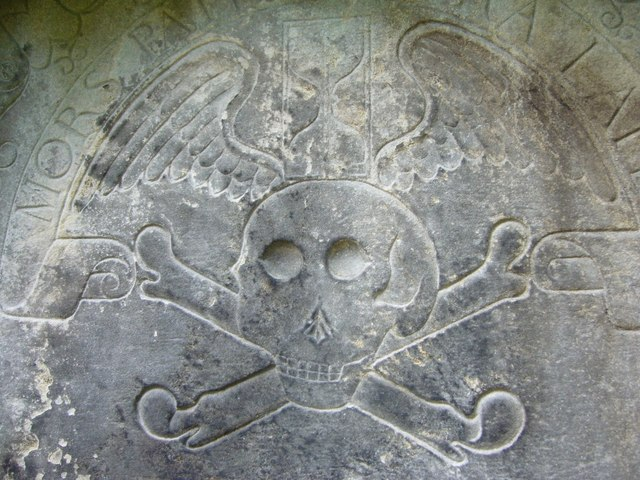
1645년 전염병에 희생된, '에든버러에서 약종상', 존 리빙스턴의 무덤에서 17세기 묘석
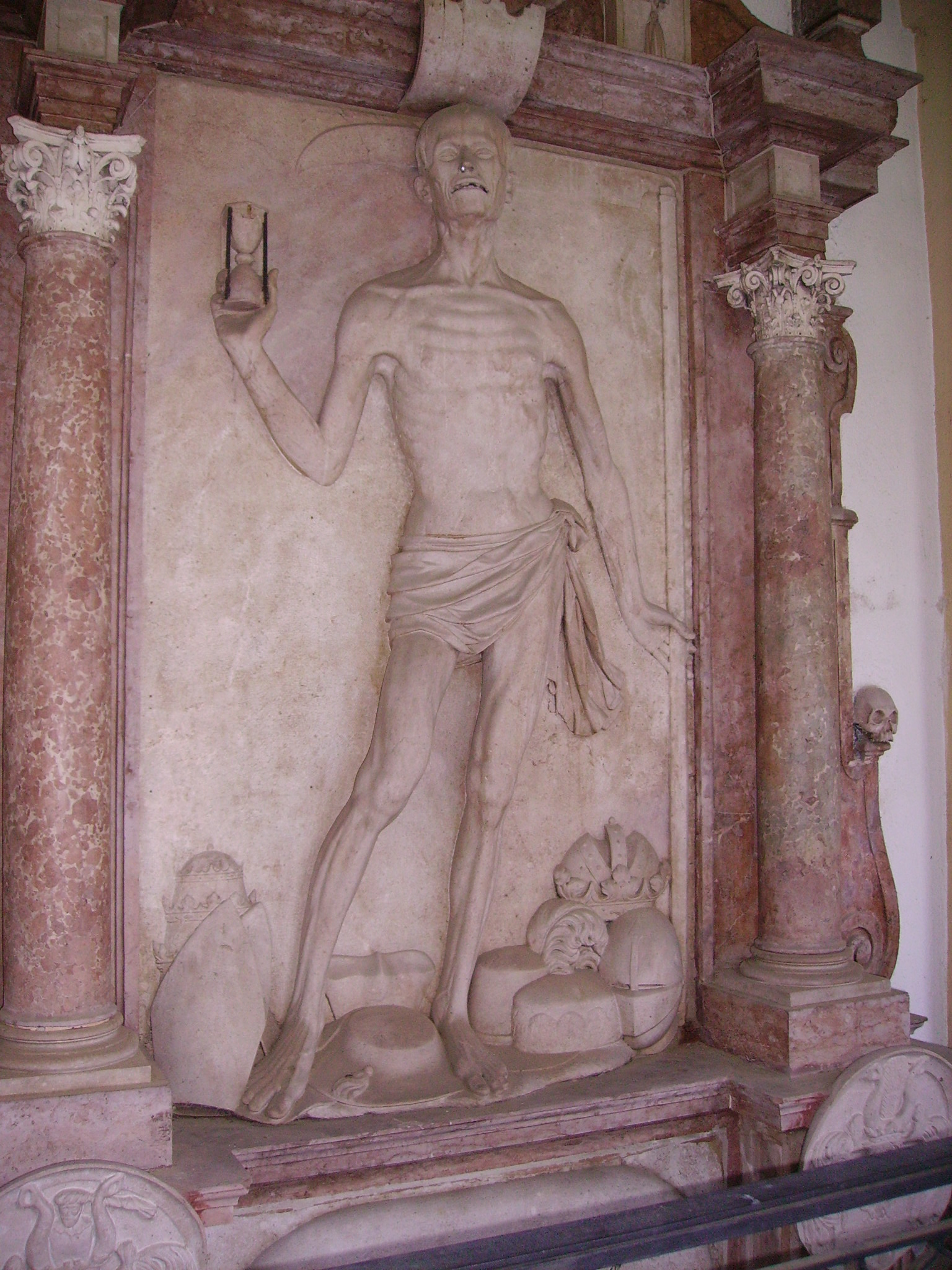
잘츠부르크, 세바스티안스프리드호프(독일어판) 내 무덤
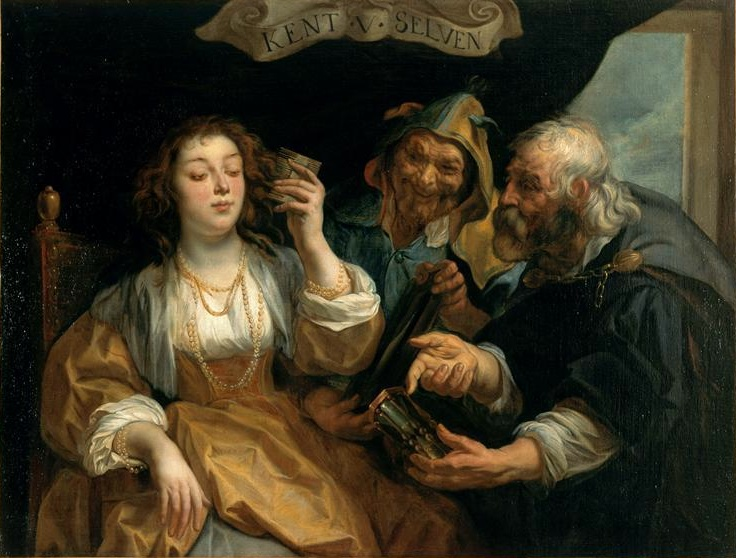
너 자신을 알라 - 비케와 베르투 사이의 소녀 (야코프 요르단스 작)
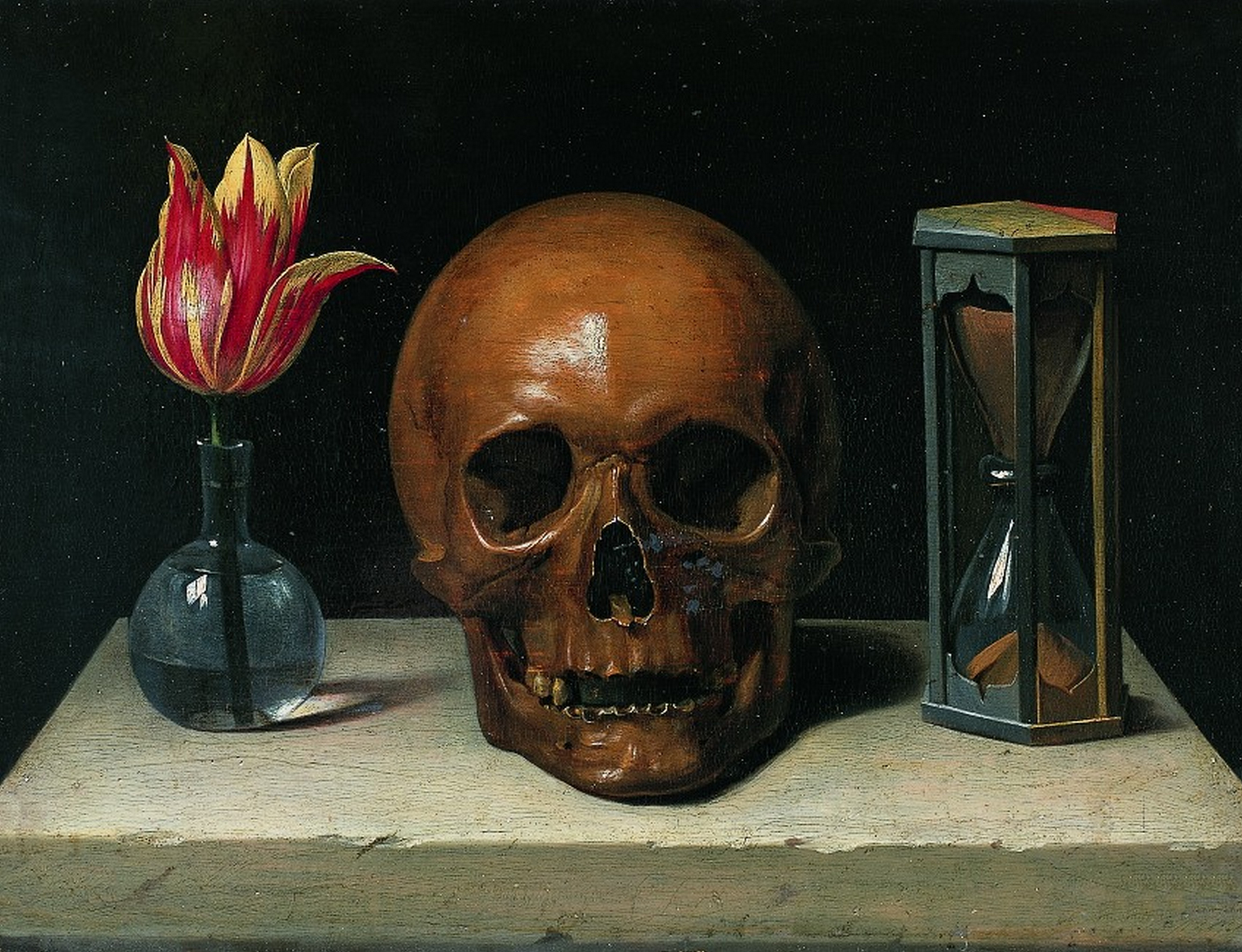
1671, 바니타스화, 필리프 드 샹파뉴 Still-Life with a Skull
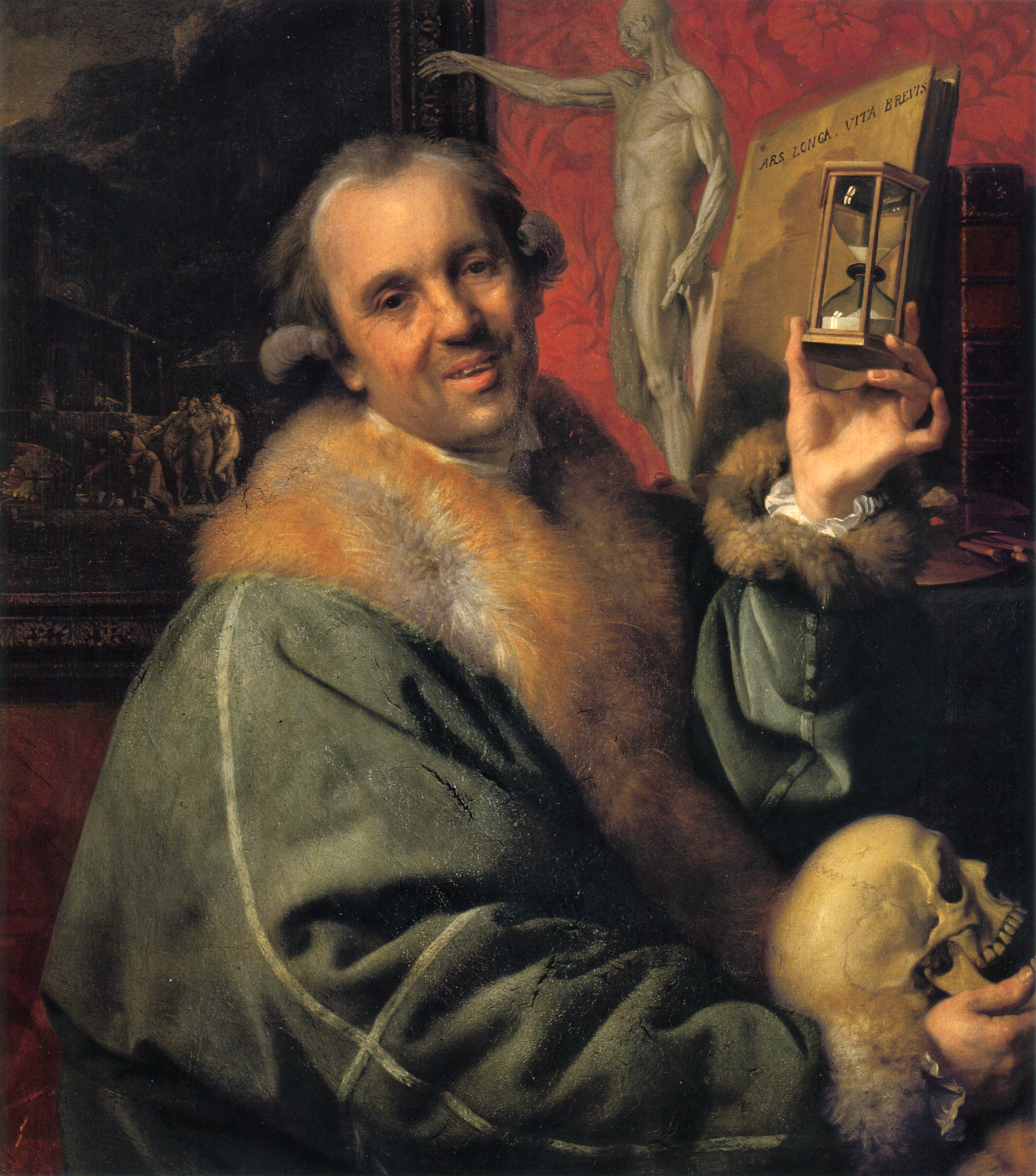
1776년 경, 요한 조파니 작 자화상 (과 모래시계와 해골)

## 같이 보기
- 물시계
- 페르시아의 왕자
- 모래시계 문제